# Joachim Streich
Joachim Streich (* 13. April 1951 in Wismar; † 16. April 2022 in Leipzig) war ein deutscher Fußballspieler und -trainer.
Mit 229 Toren in 378 Spielen war der als „Gerd Müller des Ostens“ bezeichnete Streich Rekordtorschütze der DDR-Oberliga und galt aufgrund seiner fußballerischen Fähigkeiten und Schlitzohrigkeit als einer der besten Mittelstürmer seiner Generation. Er ist mit 102 Länderspielen Rekordnationalspieler und mit 55 Treffern Rekordtorschütze der Fußballnationalmannschaft der DDR. 1979 und 1983 wurde er als DDR-Fußballer des Jahres ausgezeichnet. 2021 erfolgte die Aufnahme in die Hall of Fame des deutschen Fußballs.
Streich spielte in seiner Laufbahn für den F.C. Hansa Rostock (1969–1975) und den 1. FC Magdeburg (1975–1985). Mit Magdeburg gewann er 1978, 1979 und 1983 den FDGB-Pokal. Er ist mit 223 Toren Rekordtorschütze des FCM und gilt als Lichtgestalt der Vereinsgeschichte. Bei den Olympischen Sommerspielen 1972 in München gewann Streich mit der DDR die Bronzemedaille. Außerdem nahm er an der Fußball-Weltmeisterschaft 1974 teil. Streich zählte neben Hans-Jürgen Dörner zu den herausragendsten Spielern des DDR-Fußballs.
Nach seinem Karriereende arbeitete er als Cheftrainer für den 1. FC Magdeburg, Eintracht Braunschweig und den FSV Zwickau. 1997 beendete er seine Trainerlaufbahn und war bis zu seiner Pensionierung in der Magdeburger Filiale der Firma Sportscheck, sowie als Autor und Kolumnist für den Kicker tätig. Bis zu seinem Tod spielte Joachim Streich für die Traditionsmannschaft des 1. FC Magdeburg.

## Sportliche Laufbahn

### Gemeinschafts- und Clubsstationen

#### Jugend
Streich begann mit dem Fußballspielen im Alter von sechs Jahren bei der BSG Aufbau Wismar, die 1961 in der TSG Wismar aufging. Mit 16 Jahren ging er 1967 aus eigenem Antrieb ohne das eigentlich übliche Delegierungsverfahren zum Fußballschwerpunkt der Region, dem F.C. Hansa Rostock. Dort spielte er zunächst in der Juniorenoberligamannschaft und gewann mit Hansa 1968 den DDR-Juniorenmeistertitel.

#### Hansa Rostock
Schon im Alter von 17 Jahren wurde er im Männerbereich eingesetzt; am 23. Februar 1969 stand er im DDR-Liga-Punktspiel gegen Energie Cottbus in der zweiten Mannschaft des F.C. Hansa. Zu Beginn der Saison 1969/70 wurde Streich in das Aufgebot der Oberligamannschaft von Hansa Rostock aufgenommen. Nach seinem ersten Oberligaspiel am 23. August 1969 (Dynamo Dresden – F.C. Hansa 2:0) bestritt er anschließend zumeist als Rechtsaußenstürmer auch alle weiteren Oberligapunktspiele der Saison, dazu alle Spiele der Rostocker im Messestädte-Pokal. Mit acht Toren wurde er in seiner ersten Oberligasaison bester Torschütze seiner Mannschaft. In den folgenden Jahren war Streichs Stammplatz unangefochten, in den Spielzeiten 1971/72 und 1972/73 war er, nun etatmäßiger Mittelstürmer, jeweils bester Torschütze der Rostocker. Seine letzte Spielzeit für den F.C. Hansa bestritt er 1974/75. Sein Abgang war spektakulär, da er mit einem verschossenen Elfmeter im letzten Punktspiel der Saison den Abstieg Rostocks aus der Oberliga besiegelte. Als Nationalspieler wollte Streich nicht zweitklassig spielen, und er beabsichtigte, sich nach 141 Oberligaspielen mit 58 Toren, 18 nationalen und vier Europapokalspielen für den F.C. Hansa dem FC Carl Zeiss Jena anzuschließen. Dies ließ jedoch der DDR-Fußballverband nicht zu und stellte Streich vor die Wahl, in Rostock zu bleiben oder zum 1. FC Magdeburg zu wechseln.

#### 1. FC Magdeburg
Obwohl gegen seinen Willen und trotz anfänglichen Schwierigkeiten bei der Wohnungsbeschaffung und Stellenvermittlung für seine Frau schaffte Streich den sportlichen Übergang in Magdeburg nahtlos. Bereits in seiner ersten Magdeburger Oberligasaison 1975/76 wurde er mit 13 Treffern zusammen mit Sparwasser erneut bester Torschütze seiner Mannschaft. Insgesamt erzielte Streich zehnmal die meisten Tore für den FCM, 1976/77, 1978/79, 1980/81 und 1982/83 wurde er Torschützenkönig der Oberliga. In der Saison 1978/79 erzielte der Mittelstürmer am 26. Spieltag beim 10:2 gegen die BSG Chemie Böhlen sechs Treffer. 1977/78, 1978/79 und 1982/83 gewann Streich mit dem 1. FC Magdeburg den DDR-Fußballpokal. Im Endspiel 1983 gegen den FC Karl-Marx-Stadt schoss er beim 4:0-Sieg zwei Tore. In den Jahren 1979 und 1983 wurde er von der Fachzeitschrift Die neue Fußballwoche zum Fußballer des Jahres gekürt. Streich war nie längerfristig verletzt, daher gehörte er bis zum Ende seiner aktiven Laufbahn in jeder Spielzeit zum Stammaufgebot. Er spielte in der Angriffsformation des FCM auf allen Positionen, wurde aber in der Regel als Mittelstürmer aufgeboten. Als er sich im Sommer 1985 als Fußballspieler verabschiedete, hatte er in der abgelaufenen Saison immer noch 24 von 26 möglichen Punktspielen bestritten und war mit 18 Toren wieder Torschützenkönig der Magdeburger geworden. Für den FCM spielte Streich innerhalb von zehn Jahren 237-mal in der Oberliga und war jeweils in 38 Spielen des nationalen und der europäischen Pokalspiele aufgeboten worden. In den Pflichtspielen mit der 1. Mannschaft erzielte Streich 216 Tore. Über 171 Treffer für den 1. FC Magdeburg konnte er sich dabei in der höchsten Spielklasse des DDR-Fußballs freuen.

### Auswahleinsätze
1968 wurde der Stürmer in den Kader der DDR-Juniorennationalelf aufgenommen. Sein erstes U-18-Länderspiel bestritt Streich am 9. August 1968 im Rahmen der Jugendwettkämpfe der Freundschaft in Ungarn gegen die kubanische Auswahl, das die DDR mit 2:0 gewann. Als rechter Außenstürmer erzielte Streich das 2:0. Bis 1969 absolvierte er 15 Juniorenländerspiele, in denen er fünfmal traf. Beim UEFA-Juniorenturnier, der inoffiziellen Europameisterschaft dieser Altersklasse, belegte Streich mit der DDR-Auswahl 1969 den 2. Platz.
Er war 18 Jahre alt, als er sein erstes Spiel für die A-Nationalmannschaft bestritt. Im Freundschaftsspiel gegen den Irak (1:1) am 8. Dezember 1969 wurde er in der 2. Halbzeit für Jürgen Sparwasser auf der rechten Sturmseite eingewechselt. Danach musste er fast zwei Jahre auf sein nächstes A-Länderspiel warten und hatte dann einen Stammplatz in der Nationalmannschaft sicher. Inzwischen hatte er sechs Länderspiele mit der Nachwuchsauswahl bestritten. 1971/72 gehörte Streich zur Fußball-Olympiaauswahl der DDR. Er wurde in acht Qualifikations- und Endrundenspielen eingesetzt, erzielte sieben Tore und gewann mit der Mannschaft die Bronzemedaille des olympischen Fußballturniers 1972. Für das darauffolgende Turnier in Montreal, das die DDR-Olympiaelf gewann, wurde er nicht nominiert, hatte aber in drei Qualifikationsspielen einmal getroffen.
Streich erzielte neun Tore bei den Qualifikationsspielen zur Fußballeuropameisterschaft in 17 Spielen.
1974 nahm Streich mit der A-Nationalmannschaft am Endrundenturnier der Fußball-Weltmeisterschaft teil. Dort bestritt er vier Spiele und schoss zwei Tore, fehlte aber aus taktischen Gründen beim 1:0-Sieg der DDR über die Bundesrepublik. Am 12. September 1984 kam Streich beim Länderspiel gegen England (1:0-Sieg für England) im Wembley-Stadion zu seinem 100. Einsatz in der DDR-Nationalmannschaft. Sein letztes und 102. Länderspiel bestritt Streich beim WM-Qualifikationsspiel der DDR gegen Jugoslawien (2:3) am 20. Oktober 1984. 15 Jahre später wurden ihm durch die FIFA-Regelung zu Länderspielen vier Spiele des olympischen Turniers 1972 wieder aberkannt, sodass Streich nach FIFA-Version nur 98 Länderspiele bestritten hat. Der DFB hat sich dieser Sichtweise inzwischen angeschlossen und zählt ebenfalls 98 Einsätze mit 53 Toren für die A-Nationalmannschaft.

## Trainerlaufbahn

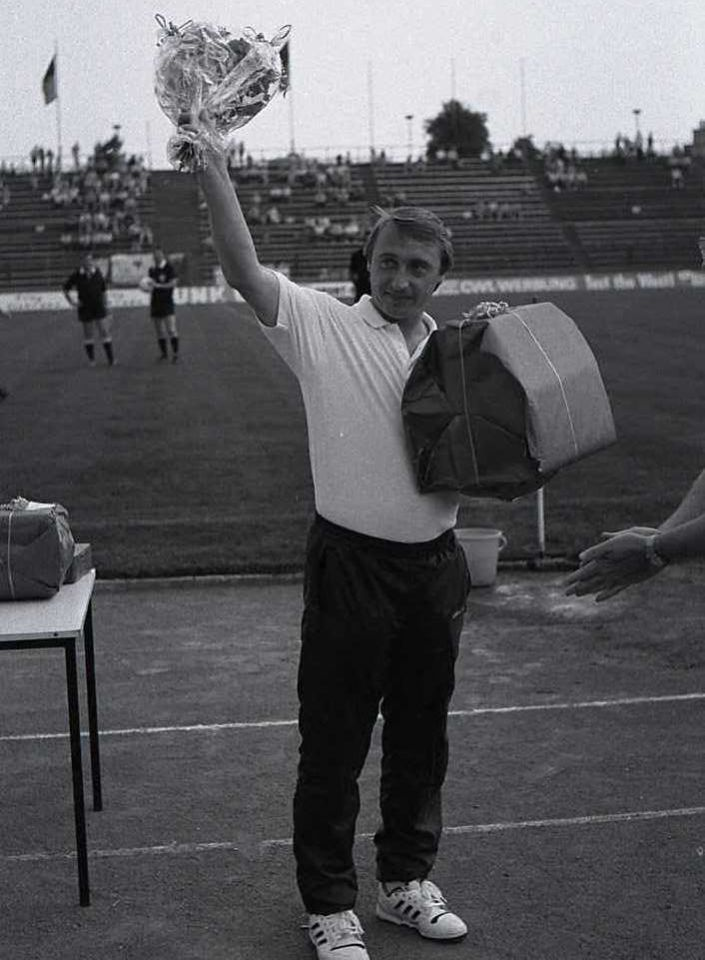
Joachim Streich 1990

Der ursprünglich als Schaltanlagenmonteur ausgebildete Streich absolvierte noch während seiner aktiven Zeit ein Studium zum Diplom-Sportlehrer. Da der 1. FC Magdeburg in den letzten Jahren vor dem Abgang von Streich, abgesehen von dem Pokalerfolg 1983, in der Oberliga enttäuschende Resultate erzielt hatte, drängte die Klubleitung Streich unmittelbar nach dem Ende seiner aktiven Zeit, den Trainerposten der Oberligamannschaft zu übernehmen. Eher unwillig wurde Streich schließlich zu Beginn der Saison 1985/86 unmittelbar nach seinem Rücktritt als Aktiver Cheftrainer. Er übte diese Tätigkeit bis zum Ende der Saison 1989/90 aus, aber auch unter seiner Leitung konnte die Mannschaft nicht an die erfolgreichen Zeiten früherer Jahren anknüpfen. Der FCM erreichte 1987/88 mit dem siebten Rang das schlechteste Ergebnis seit 1970 (damals Achter). Erst in seiner letzten Saison 1989/90 verabschiedete er sich mit dem dritten Platz erfolgreich aus Magdeburg.
Als erster Oberligatrainer der DDR nutzte Streich nach der Wende von 1989 die Möglichkeit, Trainer bei einem Fußballverein im Westen zu werden. Im Sommer 1990, noch vor der Wiedervereinigung, ging er nach Braunschweig, der Partnerstadt Magdeburgs, und wurde dort Trainer des damaligen Zweitligisten Eintracht Braunschweig. Nachdem die Eintracht jedoch gegen Ende der Saison in die Nähe der Abstiegszone geraten war, wurde Streich elf Spieltage vor Saisonschluss entlassen. Im August 1991 übernahm er noch einmal den Trainerposten beim 1. FC Magdeburg. Dieser spielte inzwischen nach der verpassten Qualifikation für eine der beiden Bundesligen in der Amateurliga Nordost. Als sich abzeichnete, dass der FCM wieder nicht die 2. Bundesliga erreichen würde, wurde Streich am 22. März 1992 erneut vorzeitig entlassen. Danach war Streich für einige Jahre Präsident des SV Fortuna Magdeburg und versuchte sich 1996/97 noch einmal als Trainer beim Zweitligisten FSV Zwickau. Obwohl ihm mit seinem Team nach großer Aufholjagd noch der Klassenerhalt gelang, beendete Streich nach dieser Saison seine Trainerlaufbahn endgültig.

## Weiterer Werdegang
Nach seiner nur teilweise erfolgreichen Trainerkarriere übernahm Streich eine Tätigkeit im Sozialministerium von Sachsen-Anhalt. Später arbeitete er eine Zeit lang für den Sportartikelhersteller Nike, danach bekam er eine Anstellung in der Magdeburger Filiale der Firma Sportscheck. Das Sportmagazin Kicker engagierte ihn als Kolumnisten.

## Privates

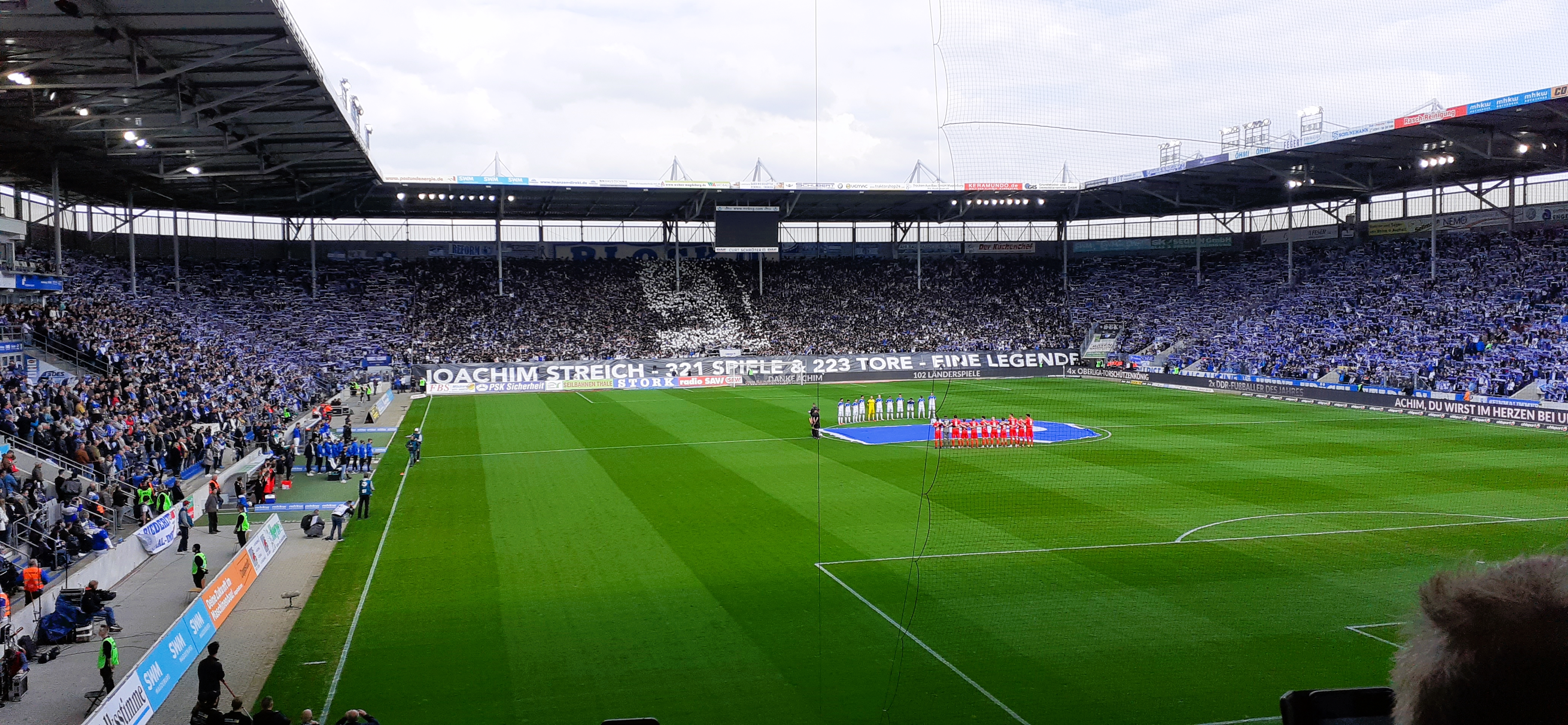
Schweigeminute für Joachim Streich am 24. April 2022

Streich war von 1971 bis zu seinem Tod mit seiner Frau Marita verheiratet. Aus dieser Ehe stammt eine Tochter. Er lebte zuletzt in Möckern bei Magdeburg. Wenige Tage nach seinem 71. Geburtstag starb Streich, der an einem myelodysplastischen Syndrom erkrankt war. Sein Tod überschattete den Aufstieg des 1. FC Magdeburg in die 2. Bundesliga. Vor dem Heimspiel gegen den FSV Zwickau am 24. April 2022 wurde Streichs mit einer Schweigeminute gedacht.

## Zitate
„Dieser Streich ist ein Phänomen, für mich der eigentliche Fußballer Europas. Seit mehr als einem dutzend Jahre behauptet er sich gegen härteste Konkurrenz, schießt trotz Sonderbewachung seine Tore, ist weiter erfolgreich, obwohl das Spiel immer schneller, die Räume immer enger werden.“

„Streich stellte die Inkarnation des echten Mittelstürmers dar. Schlitzohrig und raffiniert im Abschluss mit dem Gespür selbst für die Minichance.“

„Die Nachricht vom Tod unserer Vereinslegende Achim Streich hat den gesamten 1. FC Magdeburg tief getroffen. Wir sind geschockt und in diesen schweren Stunden im Gedanken bei seiner Familie. Achim Streich ist eine wahre Legende, seine Leistungen für den FCM und die Nationalmannschaft werden niemals vergessen. Er war ein feiner Mensch, immer ehrlich und mit einem offenen Ohr für die Anliegen seiner Mitmenschen. Achim, Du wirst im Herzen bei uns bleiben – für immer.“

„Er und Dixie Dörner waren die beiden großen Idole im Osten. Als ich früher auf dem Bolzplatz gespielt hab, war ich immer Joachim Streich. Weil er einfach unser Torjäger war. Ähnlich wie nur noch Gerd Müller. Es ist ein sehr trauriger Moment für den Osten.“

„Es ist tragisch und unfassbar traurig, dass nach Dixie Dörner nun drei Monate später mit Achim Streich ein weiterer Weltklasse-Spieler der DDR die Bühne des Lebens zu früh verlassen hat. Mein Applaus war ihm schon zu Lebzeiten sicher und ich war stolz, beim 100. Länderspiel der Torjäger-Legende im Wembley-Stadion mit auf dem Rasen gestanden zu haben. Achim Streich war nicht nur ein herausragender Stürmer, sondern zudem überaus unterhaltsam mit Geschichten und wertvollen Ratschlägen, die mich durch die gesamte Laufbahn begleiteten. Er hinterlässt folglich nicht nur als Fußballer, sondern auch als Mensch eine immense Lücke.“

## Erfolge

### International
- Bronzemedaille bei den Olympischen Spielen 1972
- WM-Teilnahme 1974

### National
- 3 × FDGB-Pokalsieger: 1977/78, 1978/79, 1982/83
- 4 × Torschützenkönig der DDR-Oberliga: 1976/77, 1978/79, 1980/81, 1982/83

### Auszeichnungen
- 2 × DDR-Fußballer des Jahres 1978/79, 1982/83
- Aufnahme in die Hall of Fame des deutschen Fußballs: 2021
- Träger der Ehrennadel des Landes Sachsen-Anhalt, Verleihung 2021

### Rekorde
- Rekordnationalspieler der DDR (102 Spiele)
- Rekordtorschütze der DDR-Nationalmannschaft (55 Tore)
- Rekordtorschütze der DDR-Oberliga (229 Tore)
- die meisten Tore in einem DDR-Oberliga-Spiel (6 Tore)